# Актив віжн
Activ Vision (укр. Актив Віжн) — українська телевізійна виробнича компанія заснована в 2004 році. Компанія забезпечує повний цикл телевиробництва, а також спеціалізується на створенні візуальних ефектів та комп'ютерної графіки.

## Телепроєкти

### Телевізійні проекти, що були у ефірі
| Рік  | Назва проекту                                  | Телеканал   | Виробництво           | Ведучий                                          | Режисер                                                                       |
| ---- | ---------------------------------------------- | ----------- | --------------------- | ------------------------------------------------ | ----------------------------------------------------------------------------- |
| 2004 | Кухня з Дашею Малаховою                        | Новий канал | Спільне               | Даша Малахова                                    | Олена Дмитріїва, Євген Синельніков                                            |
| 2005 | Королеви чистоти                               | ICTV        | Спільне               | Ніна Касторф, Ірина Дорошенко                    | Інеса Дєрнова                                                                 |
| 2006 | Діти напрокат                                  | ICTV        | Спільне               |                                                  |                                                                               |
| 2006 | Кухня                                          | Новий канал | Спільне               | Юра Білий, Євген Синельніков                     | Олена Дмитріїва, Віталій Тіменко, Дмитро Малков, Антон Лірник                 |
| 2006 | Ранкова гімнастика з Катериною Серєбрянскою    | Інтер       | Власне                | Катерина Серебрянська                            | Олена Дмитріїва                                                               |
| 2006 | Шоуманія                                       | Новий канал | Спільне               | Світлана Лобода                                  | Олена Дмитріїва, Ярослав Андрущенко                                           |
| 2007 | Здорова кухня                                  | ICTV        | Спільне               | Марія Стефанія, Юра Білий                        | Олена Дмитріїва                                                               |
| 2007 | ДомКом                                         | ТРК Київ    | Власне                | Ігор Бірча, Інна Приходько, Констянтий Рошкулець | Олена Дмитріїва                                                               |
| 2007 | Історія одного ресторану                       | НТКУ        | Спільне               | Маргарита Січкар, Віола Кім, Сергій Кодацький    | Інеса Дєрнова                                                                 |
| 2008 | Почни нове життя                               | ICTV        | Спільне               | Микола Томенко                                   | Олена Дмитріїва                                                               |
| 2008 | Анекдоти по-українськи                         | ICTV        | Спільне               |                                                  |                                                                               |
| 2008 | 12 найкращих шахраїв                           | ICTV        | На замовлення ICTV    | Остап Ступка                                     | Дмитро Малков, Олена Дмитріїва                                                |
| 2009 | На 10 років молодше                            | ТРК Україна | Спільне               | Олексій Вертинський                              |                                                                               |
| 2009 | Битва анекдотів                                | Сіті        | Власне                | Геннадій Попенко                                 | Олена Дмитріїва, Мирослав Латик                                               |
| 2009 | Містичні історії з Павлом Костіциним I сезон   | СТБ         | На замовлення Film.ua | Павло Костіцин                                   | Дмитро Малков, Ярослав Андрущенко, Ярослав Ластовецький                       |
| 2010 | В центрі серця                                 | 1+1         | Власне                |                                                  | Юлія Кударенко                                                                |
| 2010 | Містичні історії з Павлом Костіциним II сезон  | СТБ         | На замовлення Film.ua | Павло Костіцин                                   | Ярослав Андрущенко, Мырослав Латик, Олег Бобало                               |
| 2011 | Чудо-люди                                      | ICTV        | Спільно               | Микола Матросов, Дмитро Перепьолкін              | Олена Дмитріїва, Юлія Кударенко                                               |
| 2011 | Містичні історії з Павлом Костіциним III сезон | СТБ         | На замовлення Film.ua | Павло Костіцин                                   | Ярослав Андрущенко, Олег Бобало                                               |
| 2012 | Роддом. Made in Ukraine                        | YouTube     | На замовлення Film.ua |                                                  |                                                                               |
| 2012 | Містичні історії з Павлом Костіциним IV сезон  | СТБ         | На замовлення Film.ua | Павло Костіцин                                   | Ярослав Андрущенко, Мирослав Латик, Олег Бобало, Юрій Бреславський            |
| 2012 | Привиди Мангуп Кале                            | ТВ-3        | На замовлення ТВ-3    |                                                  | Павло Мащенко                                                                 |
| 2013 | Містичні історії з Павлом Костіциним V сезон   | СТБ         | На замовлення Film.ua | Павло Костіцин                                   | Ярослав Андрущенко, Мирослав Латик, Олег Бобало, Дмитро Тяжлов, Павло Мащенко |
| 2013 | Уже который день                               | Новий канал | Спільно               |                                                  | Ашот Кещян                                                                    |
| 2014 | А знаете ли ви, что                            | K1          | Власне                |                                                  |                                                                               |
| 2015 | Real Бодрит                                    | 2+2         | Власне                | Вадим Шешич, Грант Варданян, Ігор Френкель       | Віталій Тіменко                                                               |
| 2016 | Кулінарна академія                             | ТРК Україна | Спільне               | Олексій Суханов                                  |                                                                               |